# Michail Želev
Michail Želev (15. července 1943 Sliven – 5. ledna 2021) byl bulharský atlet, běžec specializující se na 3000 metrů překážek. V roce 1969 se na této trati stal mistrem Evropy.

## Sportovní kariéra
Zaměřil se na trať 3000 metrů překážek. Na olympiádě v Mexiku v roce 1968 doběhl ve finále této disciplíny šestý. O rok později se stal mistrem Evropy v běhu na 3000 metrů překážek. Vytvořil přitom bulharský národní rekord 8:25,02. V následujících letech už takovýchto úspěchů nedosáhl – na evropském šampionátu v Helsinkách v roce 1971 nepostoupil do finále, na olympiádě v Mnichově o rok později doběhl dvanáctý.